# Scala macrosismica europea
La scala macrosismica europea (EMS) è utilizzata per la valutazione dell'intensità sismica nelle nazioni d'Europa e inoltre usata in altri continenti. Diffusa nel 1998 come aggiornamento della versione di prova del 1992, la scala viene indicata come EMS-98.
La storia della EMS inizia nel 1988 quando la Commissione sismologica europea decise di rivedere ed aggiornare la scala di Medvedev-Sponheuer-Karnik (MSK-64), che fu usata nella sua forma base in Europa per quasi un quarto di secolo. Dopo più di cinque anni di intensa ricerca e sviluppo ed un periodo di test di quattro anni, nacque la nuova scala. Nel 1996 la XXV Assemblea generale della ESC a Reykjavík raccomandò fermamente l'adozione della nuova scala da parte delle nazioni membri della Commissione sismologica europea.
Diversamente alle scale di magnitudo per i terremoti, che esprimono l'energia sismica rilasciata dal terremoto, l'intensità della EMS-98 rileva la forza degli effetti di un terremoto in uno luogo specifico. La scala macrosismica europea ha 12 suddivisioni come segue:
| Suddivisione                                                               | |
| I. Non avvertito                                                           | Non avvertito, nemmeno nelle più favorevoli circostanze. |
| II. Avvertito appena                                                       | La vibrazione è avvertita in casa solo da alcuni individui a riposo, specialmente ai piani superiori degli edifici. |
| III. Debole                                                                | La vibrazione è debole ed è avvertita in casa da poche persone. La gente a riposo avverte un'oscillazione o un leggero tremore. |
| IV. Ampiamente avvertito                                                   | Il terremoto è avvertito in casa da molte persone, mentre all'esterno è avvertito da pochissime. Alcune persone vengono svegliate. Il livello di vibrazione non è spaventoso. Finestre, porte e stoviglie vibrano. Gli oggetti appesi oscillano. |
| V. Forte                                                                   | Il terremoto è avvertito in casa dalla maggior parte delle persone, fuori da pochi. Molte persone vengono svegliate. Poche persone corrono fuori. Gli edifici subiscono un tremolìo generalizzato. Gli oggetti appesi oscillano in modo considerevole. Porcellane e bicchieri producono all'unisono rumori d'acciottolio. La vibrazione è forte. Gli oggetti sbilanciati per il loro maggior peso nella parte superiore cadono giù. Le porte e finestre si aprono e chiudono. |
| VI. Leggermente dannoso                                                    | Avvertito in casa dalla maggioranza delle persone e da molte fuori. Molta gente negli edifici è spaventata e corre fuori. Cadono alcuni oggetti. Danni superficiali agli edifici ordinari; per esempio, sottili crepe nell'intonaco con caduta di piccoli pezzi. |
| VII. Dannoso                                                               | La maggior parte delle persone spaventata corre fuori dalle case. Gli arredi sono spostati e gli oggetti cadono dai ripiani in gran numero. Molte costruzioni ordinarie subiscono danneggiamenti moderati: piccole crepe nei muri; parziale collasso dei comignoli. |
| VIII. Fortemente dannoso                                                   | Gli arredi possono essere rovesciati. Molti edifici ordinari patiscono danni: i comignoli cadono; ampie crepe appaiono nei muri e alcuni edifici possono parzialmente collassare. |
| IX. Distruttivo                                                            | Monumenti e colonne cadono o sono distorte. Molti edifici ordinari collassano parzialmente mentre alcuni collassano completamente. |
| X. Molto distruttivo                                                       | Molti edifici ordinari collassano. |
| XI. Devastante                                                             | Molti edifici ordinari collassano, i più resistenti vengono gravemente danneggiati. |
| XII. Completamente devastante                                              | Praticamente tutte le strutture sopra e sotto la terra sono pesantemente danneggiate o completamente distrutte. |
| La versione completa viene riportata nel sottostante collegamento esterno. | |

La Scala Macrosismica Europea EMS-98 è la prima scala d'intensità progettata per incoraggiare la cooperazione tra ingegneri e sismologi, piuttosto che essere usata dai soli sismologi. Essa viene corredata da un dettagliato manuale che include istruzioni, illustrazioni, ed esempi pratici.